# Stadsmuseum (Villach)

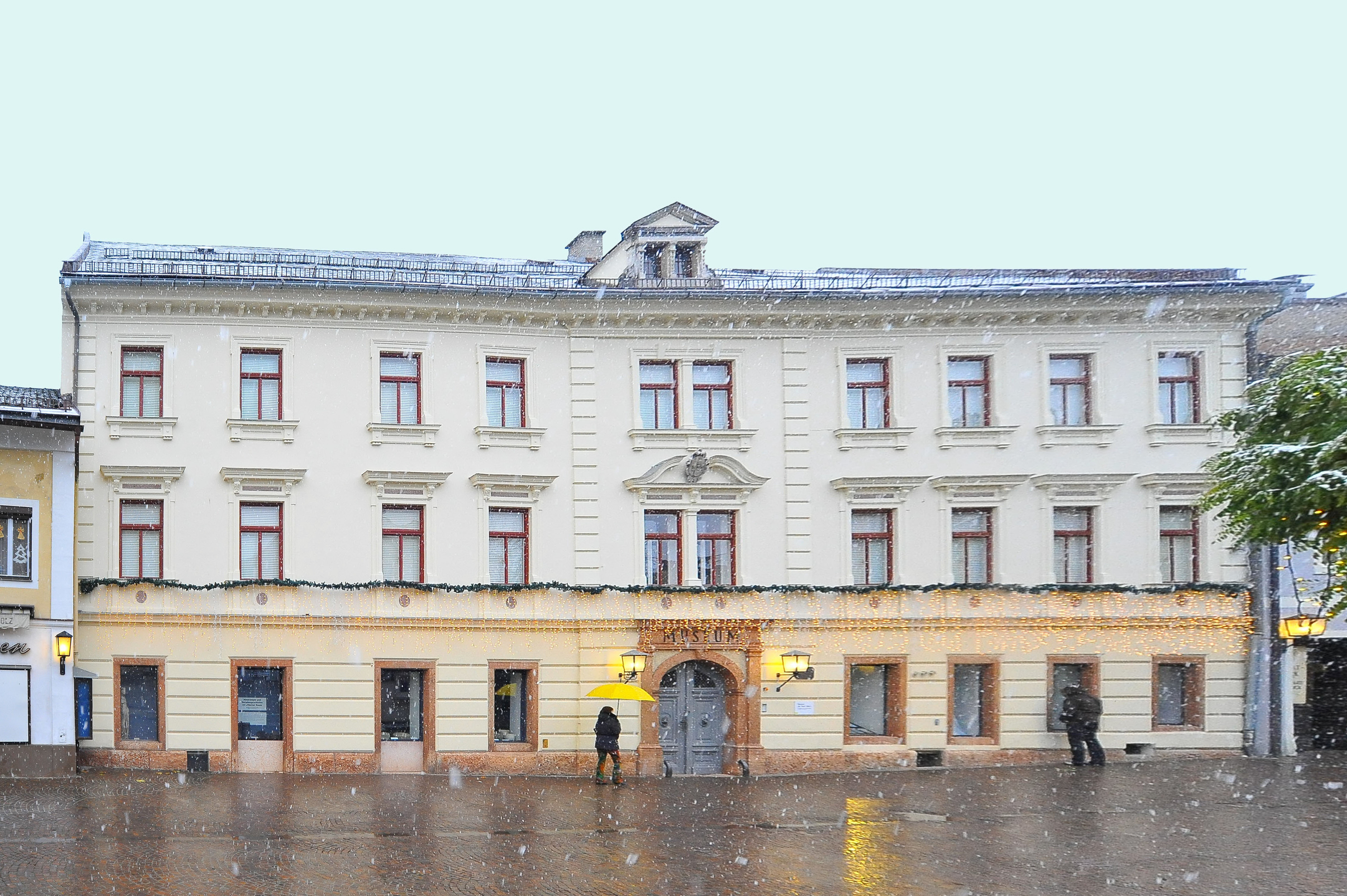
Museumgebouw

Museum der Stadt Villach is een museum in Villach in Karinthië in Oostenrijk is in 1873 door Carl Andreas Picco opgericht.
Het museum is gevestigd in het stadscentrum van Villach. Er zijn onder andere voorwerpen over de geschiedenis, kunst en cultuur van Villach en omgeving te zien.
Tot de collectie behoren ook voorwerpen van de Villacher Schule en schilderijen van lokale kunstenaars.
Het museum heeft een romantisch binnenhof, verder is er een Romeinse stenenverzameling en er zijn wisseltentoonstellingen.